# کریس بنسون
کریس بنسون (انگلیسی: Kris Benson؛ زادهٔ ۷ نوامبر ۱۹۷۴) بازیکن بیس‌بال اهل ایالات متحده آمریکا است.
از باشگاه‌هایی که در آن بازی کرده‌است می‌توان به تگزاس رنجرز اشاره کرد.
وی در مسابقات کشوری و بین‌المللی در مجموع برندهٔ ۱ مدال برنز شده‌است.